# Pustevny

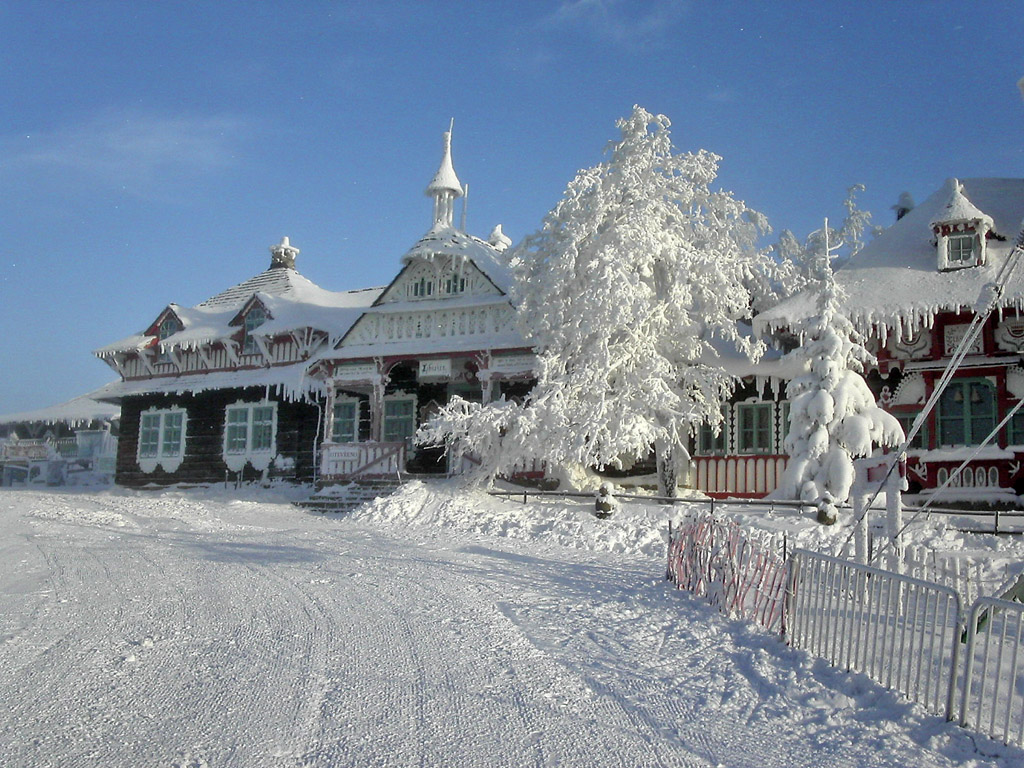
Pustevny v zimě

Pustevny (1018 m n. m.) je sedlo v Moravskoslezských Beskydech nedaleko Radhoště, které patří k obci Prostřední Bečva (okres Vsetín). Bylo pojmenováno po poustevnících, kteří zde žili do roku 1874. Pro Pustevny jsou typické dřevěné stavby postavené v lidovém slohu koncem 19. století na návrh architekta Dušana Jurkoviče. Nachází se zde lyžařské středisko a vede sem sedačková lanovka. Pod vrcholem Tanečnice otevřeli v roce 2019 panoramatickou Stezku Valašku.

## Stavby

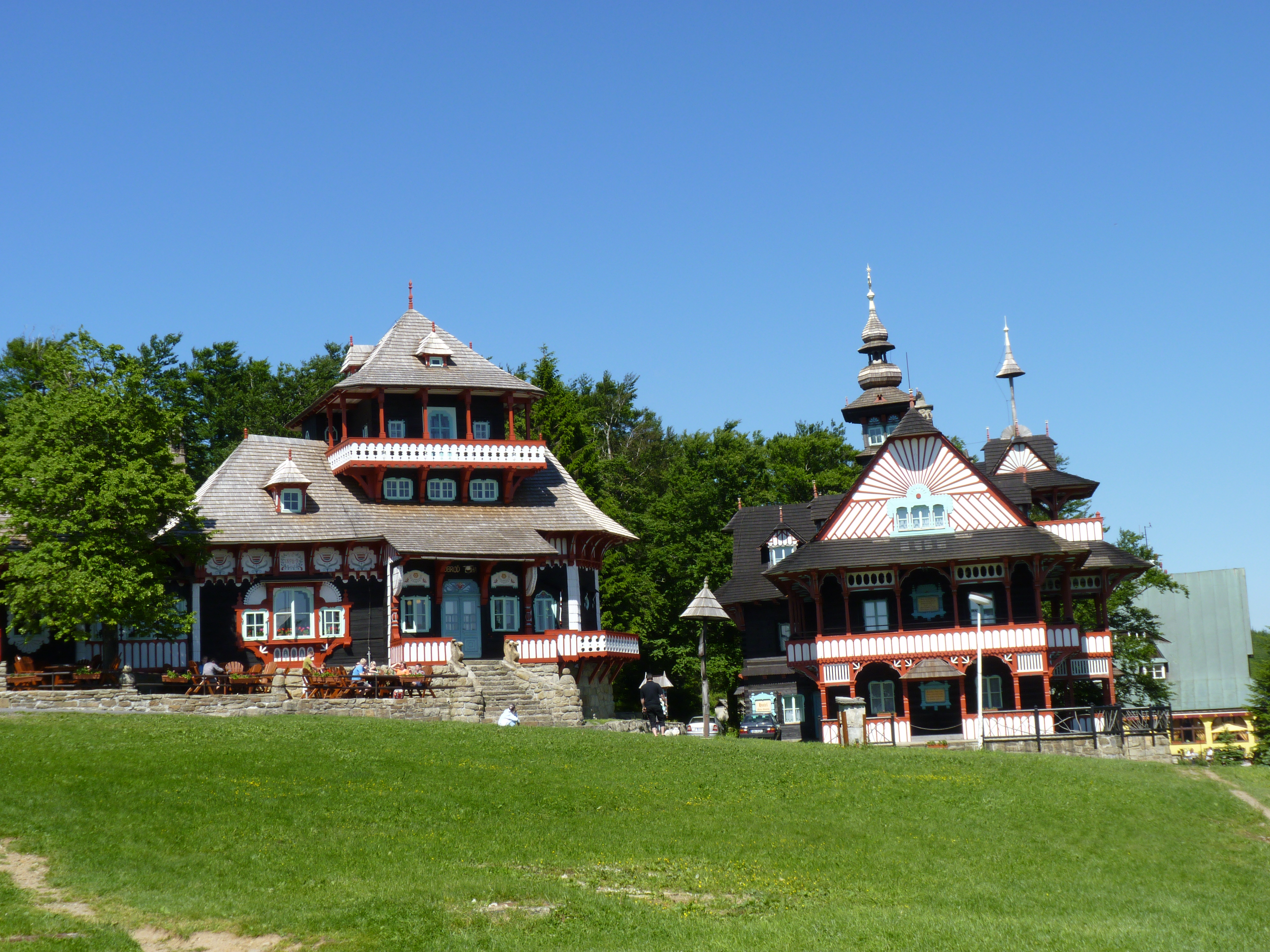
Vlevo Libušín, vpravo Maměnka

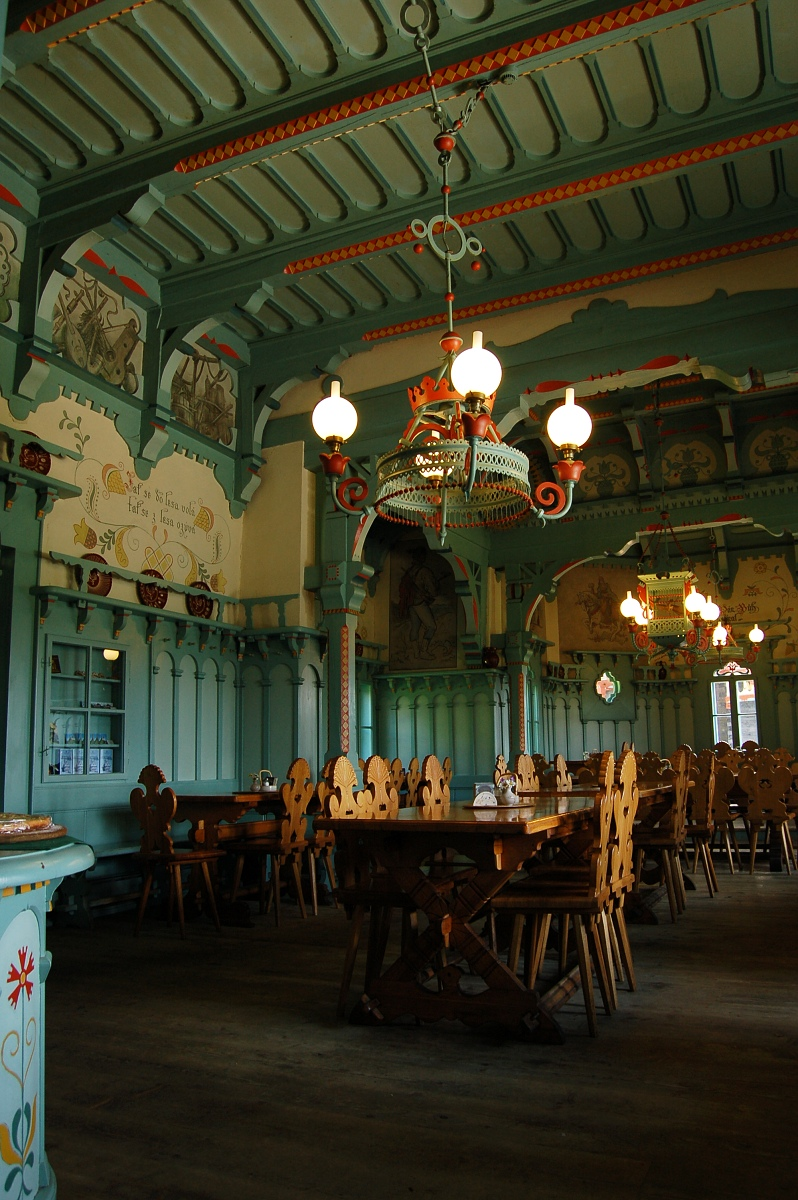
Interiér Maměnky

### Libušín a Maměnka
Nejznámějšími stavbami na Pustevnách jsou Libušín a Maměnka. Obě vznikly v roce 1898 díky úsilí turistického spolku Pohorské jednoty Radhošť. Jedná se o dřevěné srubové secesní stavby s bohatým dekorem typickým pro Valašsko a slovanskou lidovou architekturu vůbec.
Dne 3. března 2014, krátce po půlnoci, zasáhl Libušín požár, který objekt těžce poškodil. Během požáru se propadla střecha, zdemolovaná je unikátní jídelna a zřejmě i nástěnné malby od Mikoláše Alše. Škoda dosahuje zhruba 100 milionů korun. Rekonstrukce započala v dubnu 2016 a Libušín měl být opraven s využitím evropských fondů do jara r. 2017. Chata Libušín se pro veřejnost znovu otevřela 30. června 2020, tedy po více než čtyřech letech od zahájení rekonstrukčních prací.

### Zvonička na Pustevnách
Mezi další známé stavby patří dřevěná zvonička, rovněž navržená architektem Dušanem Jurkovičem.

### Další stavby v okolí

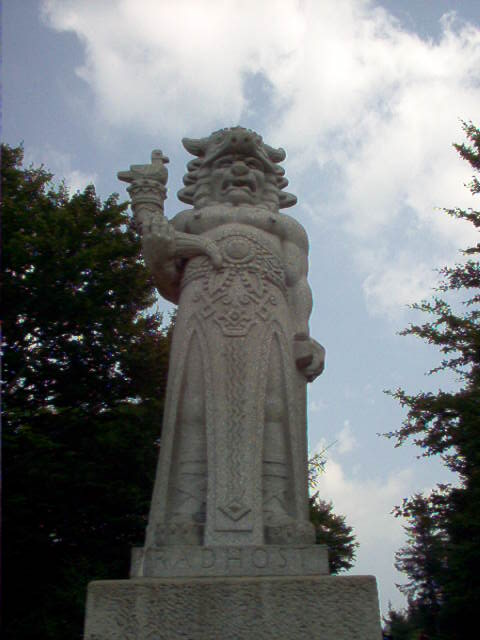
Pohanský bůh Radegast

Na Pustevnách se dále nacházejí Koliba U Záryša, Chata Šumná, Koliba Valaška, Chata na Pustevnách a Hotel Tanečnica.
Z Pusteven vede po hřebeni směrem na západ chodníček kolem sochy pohanského boha Radegasta z roku 1931 až na vrchol Radhoště. Zde stojí kaple z roku 1898 a sousoší Cyrila a Metoděje z roku 1930. Na cestě se nachází vyhlídkový dřevěný altán z roku 1928.

### Ski areál Pustevny
Součástí Pusteven je také stejnojmenný ski areál s 11 vleky a dvousedačkou. Z Trojanovic vede na vrchol dvousedačková lanovka, jediná v Beskydech, která je provozována i v létě.

### Stezka Valaška
Pod vrcholem Tanečnice byla v lednu 2019 otevřena nadzemní panoramatická Stezka Valaška. Je dlouhá 660 metrů a z nejvyššího patra věže, které je 22 metrů nad zemí, lze dohlédnout až na Jeseníky či Velkou Fatru.

## Ledové Pustevny
Ledové Pustevny (Ledové sochy na Pustevnách) je festival, během kterého řezbáři vytvářejí na Pustevnách ledové sochy.

## Fotogalerie
Záběry z podobných úhlů v roce 2010 a po požáru v roce 2014.

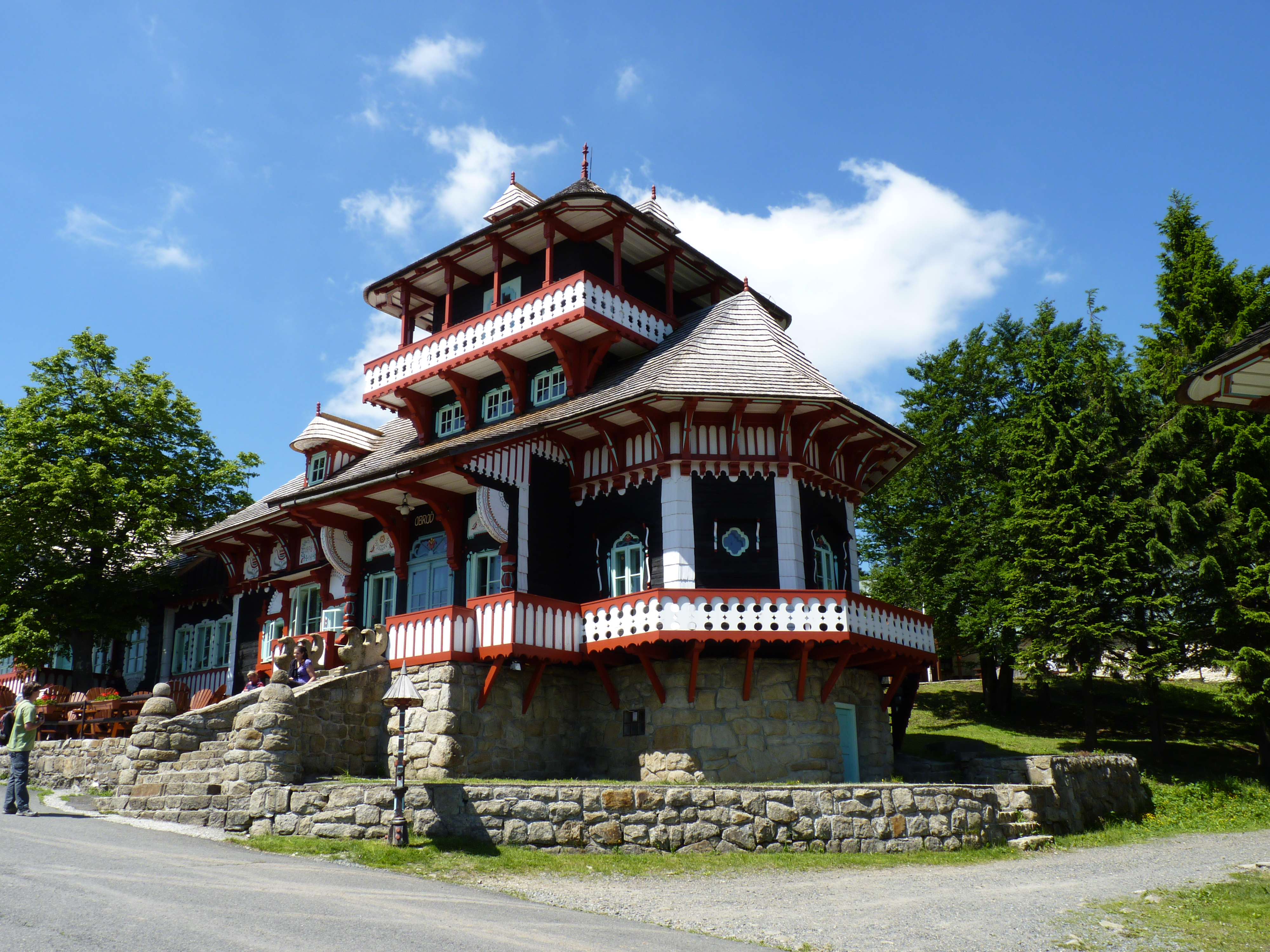
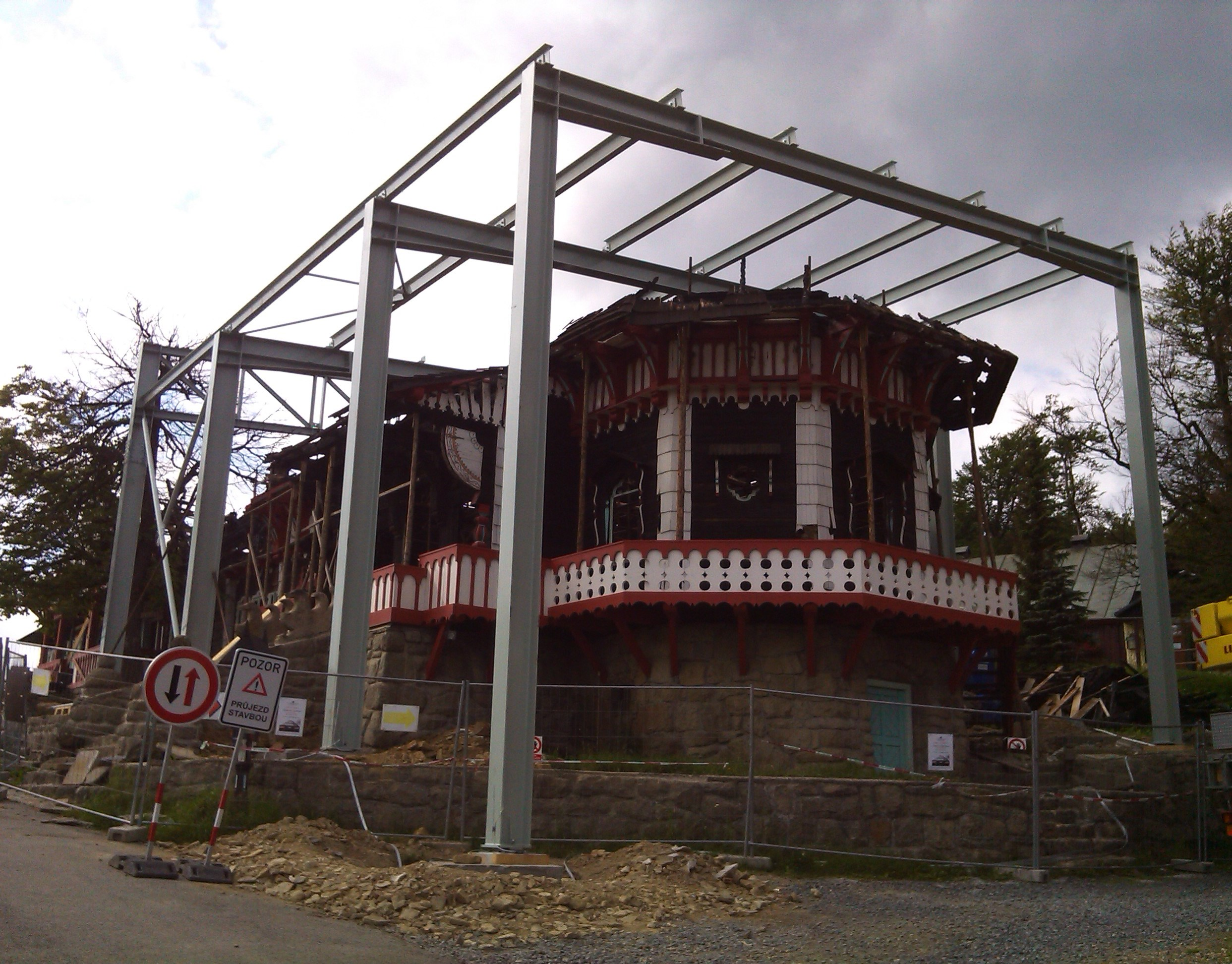
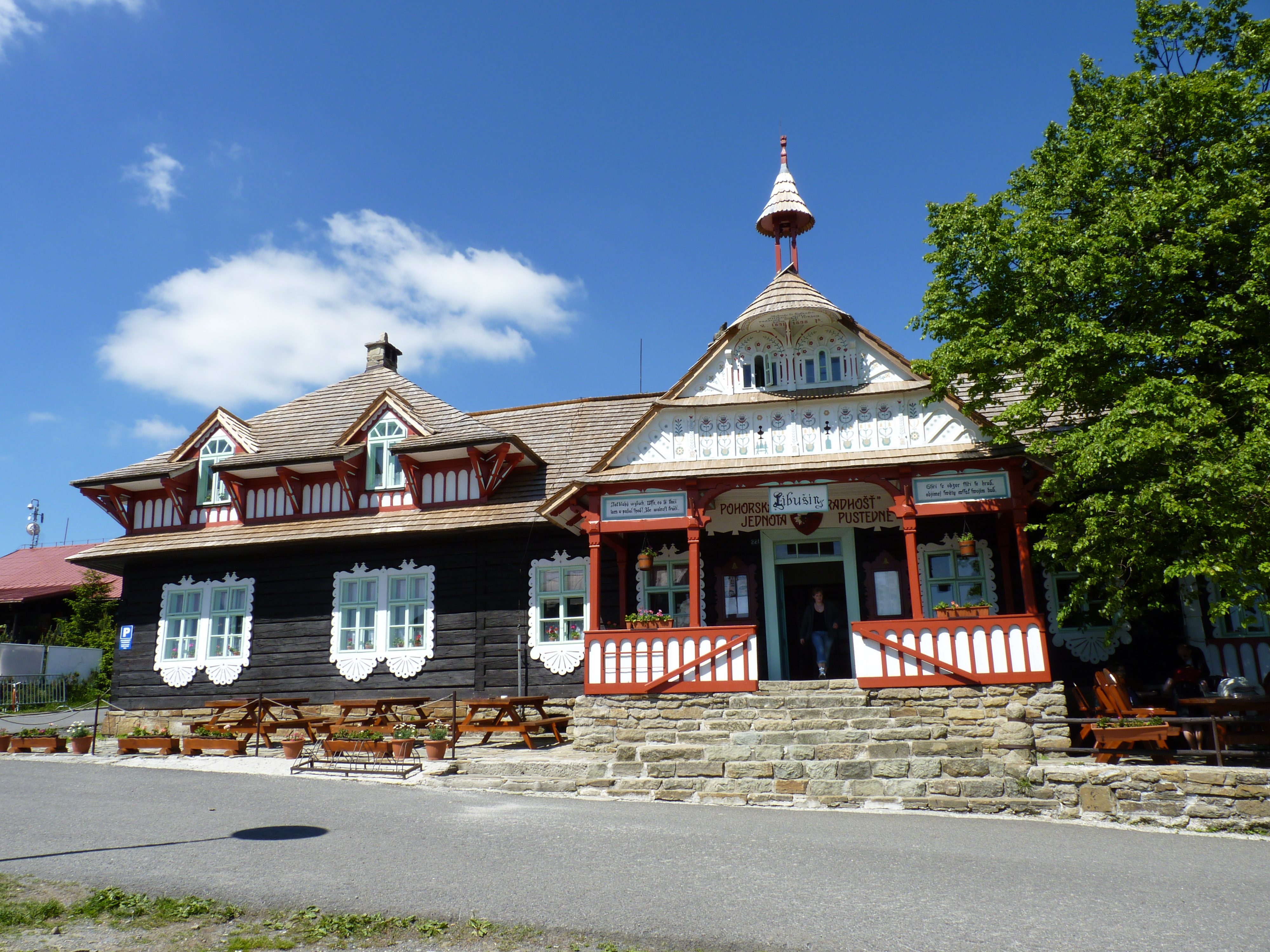
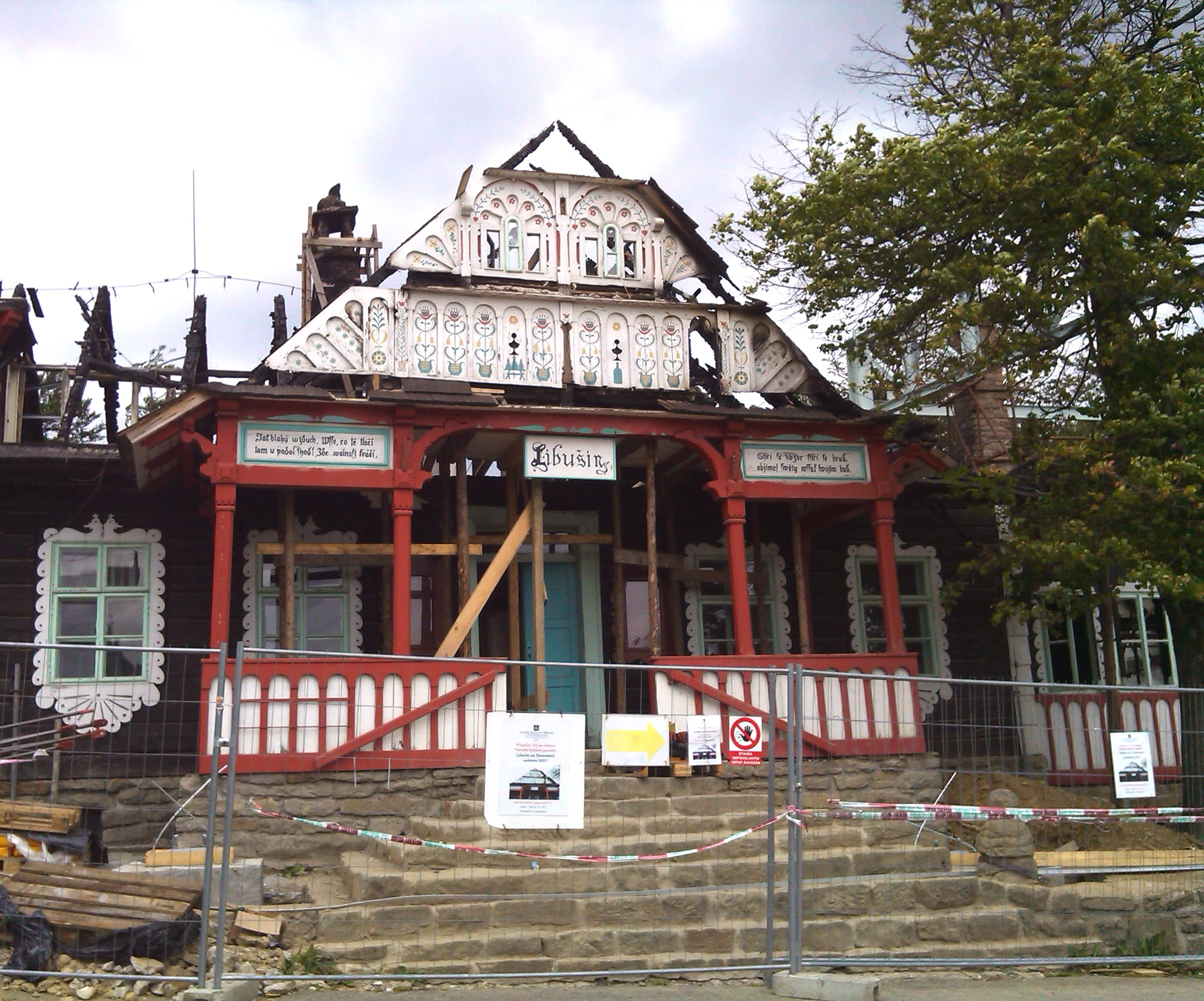